# Matúš Kozáčik
Matúš Kozáčik (* 27. prosince 1983, Dolný Kubín, Československo) je bývalý slovenský fotbalový brankář a reprezentant, naposledy působící v českém klubu FC Viktoria Plzeň. Mezi jeho fotbalové vzory patřil dánský brankář Peter Schmeichel. Během angažmá v Plzni předváděl kvalitní výkony, legendární československý brankář Ivo Viktor o něm prohlásil: „Nevidím u něj žádnou slabinu.“ Mimo Slovensko působil na klubové úrovni v Česku a na Kypru.
V květnu 2014 získal v anketě KSN ČR ocenění nejlepší brankář Gambrinus ligy 2013/14. V následující sezóně 2014/15 ho s velkým náskokem obhájil. Stal se nejlepším cizincem sezóny 2014/15 nejvyšší české ligy v anketě LFA (Ligové fotbalové asociace).
Od června 2017 je ve vedení Hráčské fotbalové unie.

## Klubová kariéra
Začal chytat v deseti letech v celku MFK Dolný Kubín. Jako mladší dorostenec přišel do týmu 1. FC Košice, kde působil následující čtyři roky.

### SK Slavia Praha
V roce 2002 přestoupil z Košic do Slavie Praha. Nejprve působil v rezervě, poté kryl záda Radkovi Černému. Po jeho odchodu v lednu 2005 se stal slávistickou jedničkou. V zimním přestupovém období ročníku 2005/06 prodloužil se Slavii smlouvu do konce prosince 2007. Celkem za Slavii odchytal 55 ligových utkání.

### AC Sparta Praha
V létě 2007 zamířil za 5 milionů Kč do konkurenční Sparty Praha, kde uzavřel smlouvu na tři roky. V klubu vytvořil brankářskou dvojici s Tomášem Poštulkou. S mužstvem získal v sezóně 2009/10 mistrovský titul. V lize odchytal za Spartu celkem 16 zápasů.

### Anorthosis Famagusta
Před ročníkem 2010/11 odešel jako volný hráč na další zahraniční angažmá, tentokrát do kyperského celku Anorthosis Famagusta. Ve Famagustě pravidelně chytal a během dvou letech si připsal 51 ligových střetnutí.

### FC Viktoria Plzeň
Před sezónou 2012/2013 přestoupil do Viktorie Plzeň, kde podepsal tříletý kontrakt.

#### Sezóna 2012/13
S týmem postoupil do skupinové fáze Evropské ligy UEFa 2012/13, kde byl klub zařazen do základní skupiny B společně s Atlético Madrid (Španělsko), Hapoel Tel Aviv (Izrael) a Académica de Coimbra (Portugalsko). V prvním utkání Plzně 20. září 2012 na domácí půdě proti portugalskému týmu Académica de Coimbra odchytal Kozáčik kompletní počet minut, Plzeň vyhrála 3:1. I v dalším utkání 4. října s Atléticem Madrid nastoupil, španělský celek zvítězil doma 1:0 gólem v samotném závěru. 25. října cestovala Plzeň do Izraele k utkání proti Hapoelu Tel Aviv a většinu prvního poločasu byla pod tlakem soupeře. Slovenský brankář vychytal zejména v prvním poločasu několik nebezpečných šancí protivníka a udržel tak naděje západočeského klubu na bodový zisk. Dvakrát mu pomohla tyč. Střetnutí skončilo výsledkem 2:1 pro hosty, Plzeň si s 6 body upevnila druhou příčku za vedoucím Atléticem Madrid. 8. listopadu 2012 přivítala Plzeň Hapoel Tel Aviv v odvetě na domácím hřišti a vyhrála 4:0, díky tomuto výsledku se posunula s 9 body na čelo tabulky před doposud vedoucí Atlético Madrid (které v souběžném zápase prohrálo v Coimbře 0:2). Kozáčik příliš práce na hřišti neměl, izraelský celek hrál navíc od 41. minuty oslaben o jednoho hráče. 22. listopadu vychytal remízu 1:1 v Portugalsku proti Coimbře  a 6. prosince 2012 výhru 1:0 v Plzni proti Atléticu Madrid. Plzeň si tak se 13 body zajistila konečné 1. místo v tabulce skupiny B o 1 bod před druhým Atléticem. 14. února 2013 v jarní vyřazovací části Evropské ligy 2012/13 v šestnáctifinále proti domácímu italskému mužstvu SSC Neapol předvedl skvělý výkon, neinkasoval ani jeden gól a Plzeň zvítězila v Neapoli 3:0. Gól nedostal ani o týden později v domácí odvetě, kterou Plzeň vyhrála poměrem 2:0 a postoupila do osmifinále. V osmifinále odchytal domácí utkání proti tureckému celku Fenerbahçe Istanbul, Plzeň poprvé v tomto ročníku Evropské ligy prohrála doma (0:1). 14. března v odvetě v Istanbulu jej překonal Salih Uçan, který vstřelil vedoucí gól Fenerbahçe. Plzeň vyrovnala a Kozáčik mohl dokonce v závěrečných minutách dát gól a zajistit postup pro západočeský klub, ale míč v pokutovém území Fenerbahçe špatně trefil. Viktoria nakonec remizovala 1:1 a vypadla z Evropské ligy.
3. března 2013 odchytal ligový zápas proti hostujícímu Baníku Ostrava, který skončil remízou 1:1. Sezónu Gambrinus ligy 2012/13 završil ziskem ligového titulu, Plzeň porazila v posledním 30. kole 1. června sestupující FC Hradec Králové 3:0 a udržela si náskok před největším konkurentem Spartou Praha. V ročníku odchytal 27 ligových utkání a podával stabilní výkony.

#### Sezóna 2013/14
Po zisku ligového titulu z předcházející sezóny se s klubem kvalifikoval do druhého předkola Ligy mistrů UEFA 2013/14, kde nastoupil proti bosenskému týmu FK Željezničar Sarajevo. Viktoria Plzeň zvítězila doma 4:3 a v odvetě 2:1. Ve třetím předkole nastoupil 30. července proti domácímu estonskému celku JK Nõmme Kalju a branku nedostal, Plzeň vyhrála suverénně 4:0. Zahrál si i v základní skupině Ligy mistrů, kde se viktoriáni střetli s německým Bayernem Mnichov, anglickým Manchesterem City a ruským CSKA Moskva. 2. října 2013 proti CSKA Moskva (hrálo se v Petrohradu) vyrobil minelu při zpětné přihrávce Radima Řezníka, míč mu prošel pod kopačkou do sítě. Šlo o gól na 3:1 pro CSKA, Plzeň nakonec podlehla soupeři 2:3. S Plzní nakonec postoupil ze třetího místa v základní skupině D Ligy mistrů se ziskem 3 bodů do jarních vyřazovacích bojů Evropské ligy 2013/14. V základní skupině dostal nejvíce gólů ze všech brankářů (celkem 17, stejný počet inkasoval i brankář CSKA Moskva Igor Akinfejev), ale také měl nejvíce úspěšných zákroků (celkem 40). Oba tyto údaje nejsou dobrou vizitkou obrany Plzně, ačkoli měla za soupeře vskutku těžké soupeře. 7. 2. 2014 podepsal s Viktorkou nový kontrakt do 30. 6. 2017. S klubem skončil na konci sezony na 2. místě v lize i českém poháru, v obou případech za Spartou Praha.

#### Sezóna 2014/15
V prvním soutěžním zápase nastoupil za Viktorii 18. července 2014 v Superpoháru proti AC Sparta Praha (prohra 0:3). S Plzní se představil ve 3. předkole Evropské ligy UEFA 2014/15, 31. července 2014 v prvním zápase proti rumunskému týmu FC Petrolul Ploiești vychytal konečnou remízu 1:1. V domácí odvetě Plzeň s Kozáčikem v sestavě prohrála 1:4 a z evropských pohárů vypadla. Dvě kola před koncem ročníku 2014/15 získal s mužstvem mistrovský titul.

#### Sezóna 2015/16
18. července 2015 se podílel na zisku Superpoháru, když Viktorka porazila FC Slovan Liberec 2-1. S Plzní se představil ve 3. předkole Ligy mistrů UEFA, kde klub narazil na izraelský celek Maccabi Tel Aviv FC. V prvním zápase na půdě soupeře Viktorka zvítězila 2-1, ale v odvetě prohrála 0-2 a vypadla. S mužstvem následně hrál 4. předkolo Evropské ligy UEFA, kde tým narazil na klub ze Srbska FK Vojvodina Novi Sad. Po výhrách 3-0 a 2-0 Plzeň postoupila do základní skupiny Evropské ligy, kde bylo mužstvo nalosováno do skupiny E společně s FK Dinamo Minsk (Bělorusko), Villarreal CF (Španělsko) a Rapid Vídeň (Rakousko). V konfrontaci s těmito týmy Západočeši získali čtyři body, skončili na třetím místě a do jarní vyřazovací části nepostoupili. Za Plzeň v základní skupině Evropské ligy šest utkání, v posledních dvou zápasech proti Minsku a Villarrealu kryl záda Petru Bolkovi.
V ročníku 2015/16 získal tři kola před koncem sezony s Viktorkou mistrovský titul, klub dokázal ligové prvenství poprvé v historii obhájit. Mužstvu k němu pomohl 14 vychytanými nulami. Stal se nejlepším brankářem tohoto ročníku české ligy.

#### Sezóna 2016/17
Před ročníkem 2016/17 spojil svou další budoucnost s klubem smlouvu do léta 2019.
S Viktorkou postoupil přes ázerbájdžánský Qarabağ FK (remízy 0:0 a 1:1) do 4. předkola - play-off Ligy mistrů UEFA, což znamenalo jistou podzimní účast Plzně v evropských pohárech. 4. předkolo LM Západočeši proti bulharskému PFK Ludogorec Razgrad výsledkově nezvládli (prohra 0:2 a remíza 2:2) a museli se spokojit s účastí ve skupinové fázi Evropské ligy UEFA. Viktorka byla nalosována do základní skupiny E společně s AS Řím (Itálie), Austria Vídeň (Rakousko) a FC Astra Giurgiu (Rumunsko).
V první zápase remizovala Viktoria 15. 9. 2016 na domácí půdě s AS Řím 1:1, Kozáčik si na předzápasovém tréninku poranil záda a utkání namísto něj odchytal Petr Bolek. K dalšímu střetnutí cestovala Plzeň 29. září 2016 do Rakouska, kde se střetla s Austrií Vídeň. Kozáčik vychytal čisté konto a střetnutí skončilo bezbrankovou remízou. 20. 10. 2016 podlehla Plzeň s Kozáčikem v bráně na domácí půdě Astře Giurgiu 1:2. V Odvetě hrané 3. listopadu 2016 na hřišti Astry předvedla Viktorka velmi kvalitní výkon, ale v konečném důsledku jen remizovala se soupeřem 1:1. V dalším střetnutí Plzeň definitivně ztratila naději na postup, když podlehla AS Řím na jeho půdě 1:4. Z výhry se Západočeši radovali až v posledním střetnutí hraném 8. prosince 2016, kdy před domácím publikem otočili zápas proti Austrii Vídeň z 0:2 na 3:2, a ukončili tím 14 zápasovou sérii bez vítězství v Evropské lize. Plzeň skončila v základní skupině na třetím místě.

### Klubové statistiky
Aktuální k 8. prosince 2019
| Sezona  | Klub                 | Soutěž         | Zápasy | Góly |
| ------- | -------------------- | -------------- | ------ | ---- |
| 2001/02 | 1. FC Košice         | Mars superliga | 0      | 0    |
| 2002/03 | 1. FC Košice         | Mars superliga | 0      | 0    |
| 2002/03 | SK Slavia Praha      | Gambrinus liga | 0      | 0    |
| 2003/04 | SK Slavia Praha      | Gambrinus liga | 9      | 0    |
| 2004/05 | SK Slavia Praha      | Gambrinus liga | 14     | 0    |
| 2005/06 | SK Slavia Praha      | Gambrinus liga | 16     | 0    |
| 2006/07 | SK Slavia Praha      | Gambrinus liga | 16     | 0    |
| 2007/08 | AC Sparta Praha      | Gambrinus liga | 0      | 0    |
| 2008/09 | AC Sparta Praha      | Gambrinus liga | 9      | 0    |
| 2009/10 | AC Sparta Praha      | Gambrinus liga | 7      | 0    |
| 2010/11 | Anorthosis Famagusta | A' katigoría   | 21     | 0    |
| 2011/12 | Anorthosis Famagusta | A' katigoría   | 30     | 0    |
| 2012/13 | FC Viktoria Plzeň    | Gambrinus liga | 27     | 0    |
| 2013/14 | FC Viktoria Plzeň    | Gambrinus liga | 27     | 0    |
| 2014/15 | FC Viktoria Plzeň    | Synot liga     | 29     | 0    |
| 2015/16 | FC Viktoria Plzeň    | Synot liga     | 27     | 0    |
| 2016/17 | FC Viktoria Plzeň    | HET Liga       | 26     | 0    |
| 2017/18 | FC Viktoria Plzeň    | HET Liga       | 24     | 0    |
| 2018/19 | FC Viktoria Plzeň    | FORTUNA liga   | 11     | 0    |
| 2019/20 | FC Viktoria Plzeň    | FORTUNA liga   | 0      | 0    |

## Reprezentační kariéra
V letech 2004-2005 nastupoval za slovenský reprezentační výběr do 21 let, za který během roku odchytal pět utkání.

### A-mužstvo
Kozáčik debutoval v A-mužstvu Slovenska 10. prosince 2006 v Abú Dhabí v přátelském utkání proti domácí reprezentaci Spojených arabských emirátů. Odchytal první poločas, zápas skončil vítězstvím Slovenska 2:1.
V březnu 2013 figuroval v širší nominaci slovenského národního týmu pro kvalifikační zápas s Litvou (22. března) a přátelské utkání se Švédskem (26. března, oba zápasy měly dějiště v Žilině na stadiónu Pod Dubňom). Do žádného zápasu však nezasáhl. Příležitost dostal až pod trenérem Jánem Kozákem 15. října 2013, odchytal utkání proti Lotyšsku (remíza 2:2). 15. listopadu 2013 vychytal čisté konto v přátelském utkání proti domácímu Polsku, Slovensko zvítězilo 2:0.
9. října 2014 vychytal vítězství 2:1 v kvalifikačním zápase na EURO 2016 proti Španělsku, lapil několik čistých šancí. Slovensko po úvodní výhře nad Ukrajinou vyhrálo i nad mistry Evropy Španěly 2:1 a potvrdilo výborný vstup do kvalifikace. O 3 dny později 12. října proti domácímu Bělorusku vychytal výhru 3:1, v nastaveném čase navíc založil přímočarou akci vedoucí ke třetímu gólu. Jeho dlouhý nákop prodloužil Adam Nemec na nabíhajícího Stanislava Šestáka, pro něhož nebyl problém uklidit míč za záda běloruského brankáře Juri Žaunoua. Slovensko tak získalo ze tří úvodních zápasů plný počet devíti bodů. Se slovenskou reprezentací slavil 12. října 2015 postup na EURO 2016 ve Francii (historicky první pro Slovensko v éře samostatnosti).

### EURO 2016
Trenér Ján Kozák jej vzal společně s dalšími brankáři Jánem Muchou a Jánem Novotou na EURO 2016 ve Francii. Na turnaji byl brankářskou jedničkou. V prvním utkání proti Walesu jej překonal z přímého koupu Gareth Bale a Slovensko prohrálo 1:2. Ve druhém zápase proti Rusku vychytal výhru 2:1. V posledním zápase základní skupiny vychytal v zápase proti Anglii čisté konto a utkání skončilo skončilo remízou 0:0. Slováci skončili se čtyřmi body na třetím místě tabulky a v osmifinále se představili proti výběru Německa, kterému podlehli 0:3, a na šampionátu skončili.

### Reprezentační zápasy
Zápasy Matúše Kozáčika v A-týmu slovenské reprezentace
| 2006               | 1  | 0 |
| 2013               | 2  | 0 |
| 2014               | 5  | 0 |
| 2015               | 6  | 0 |
| 2016               | 11 | 0 |
| 2017               | 2  | 0 |
| 2018               | 1  | 0 |
| 2019               | 1  | 0 |
| Celkem             | 29 | 0 |
| Platí k 8. 6. 2019 |    |   |

## Hráčská fotbalová unie
Matúš Kozáčik patřil mezi řadu známých fotbalových osobností, které v roce 2014 ostře kritizovaly Českou asociaci fotbalových hráčů (ČAFH) v čele s Markétou Haindlovou pro nedůvěryhodnost, nečinnost a nepřehledné hospodaření. I přes názorové neshody však zůstal členem asociace až do dubna 2017, kdy ČAFH podle jeho slov zneužila smrti jeho bývalého spoluhráče Františka Rajtorala. Od té doby se stal členem jiné hráčské asociace, bojující za zájmy hráčů – Hráčské fotbalové unie (HFU). V červnu 2017 byl na valné hromadě HFU zvolen za člena jejího Výkonného výboru, v něm setrval do května 2019.